# Standfussiana distinguenda
Standfussiana distinguenda är en fjärilsart som beskrevs av Stephens 1850. Standfussiana distinguenda ingår i släktet Standfussiana och familjen nattflyn. Inga underarter finns listade i Catalogue of Life.